# デルタ・ブルース
デルタ・ブルース (The Delta blues) はアメリカ合衆国南部のミシシッピ川流域（ミシシッピ・デルタ）やテネシー州メンフィスなどの地域で発生した、初期のブルースミュージックである。演奏楽器として、特にギターとハーモニカが一番多く使われた。またソウルフルで、激しく、そして自己の内面を歌い上げるようなボーカルスタイルもデルタ・ブルースの特徴である。代表的なミュージシャンにチャーリー・パットン、ロバート・ジョンソンなどがいる。

## 概要

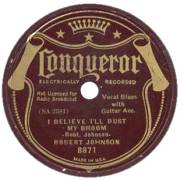
ロバート・ジョンソン 「ダスト・マイ・ブルーム」

クラークスデイル郊外のジュークジョイントで踊る人々

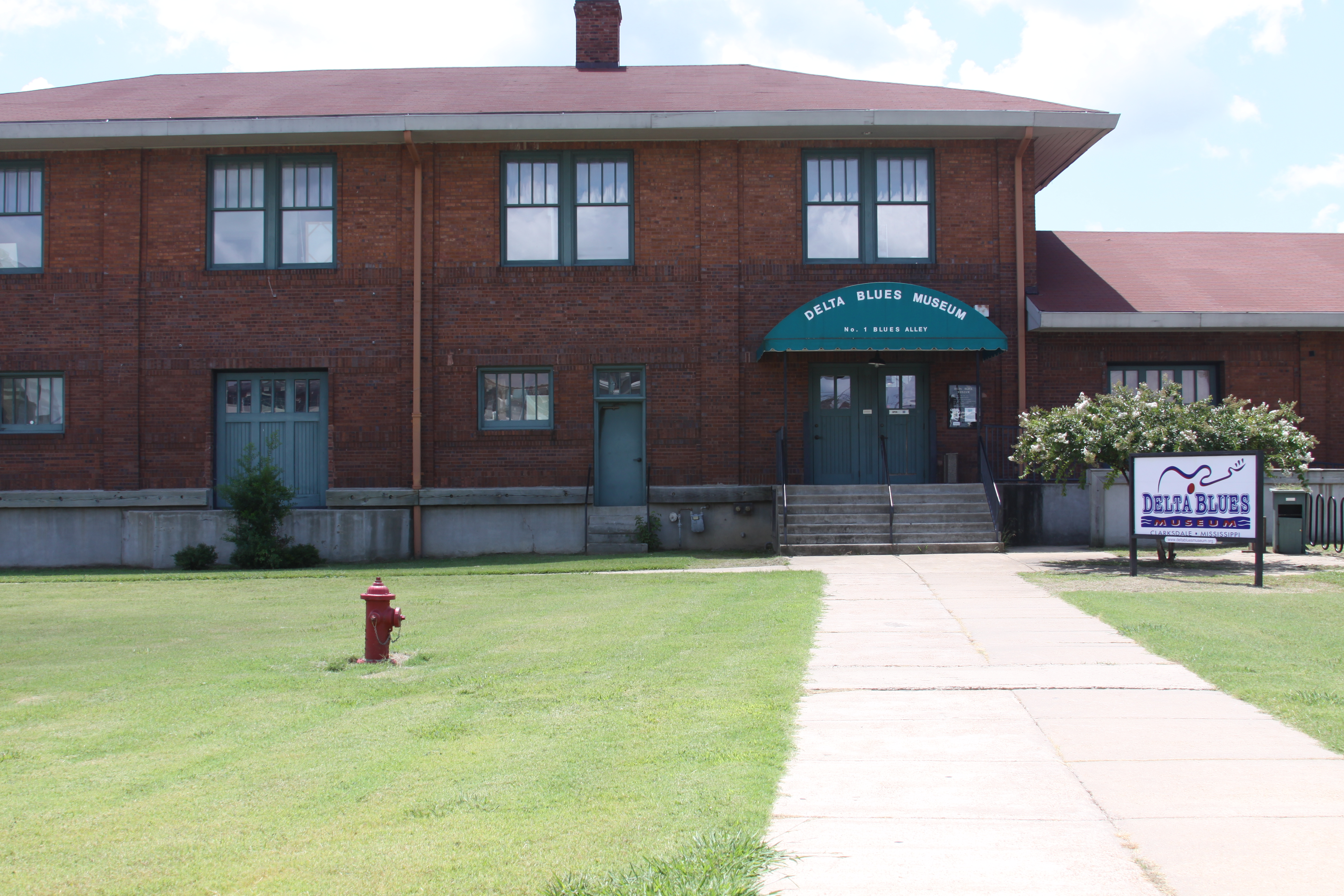
デルタ・ブルース博物館

初期デルタ・ブルースの録音は、1920年代から行われた。この時代はバンド形態で演奏する場合もあったが、録音の場合は一人のミュージシャンが自分でギターなどを演奏しながら歌うことが多かった。戦前には、ビッグ・ジョー・ウィリアムズ、ロバート・ウィルキンス、トミー・ジョンソンらも活動した。
（一応、形式上は）奴隷から解放されたアフリカ系アメリカ人たちが季節労働者としてミシシッピ河口からアーカンソー、ルイジアナ、テキサス、テネシーにかけて日常的に移動する慣習があったが、デルタ・ブルースのミュージシャン達もその例に漏れず、南部地域を旅して周った。その結果この音楽は各地に広まり、スキップ・ジェームス、エルモア・ジェームスなど（厳密には）デルタ地域出身でないデルタ・ブルースミュージシャンも生まれるようになる。後期になるとアメリカ中にデルタ・ブルースは広がり、特に多くのアフリカ系アメリカ人が移住したシカゴ、デトロイトなどの北部都市でエレクトリック・ブルース（シカゴ・ブルース）へと進化した。
学者や研究者の間では、初期デルタ・ブルースと、戦後の北部都市ブルースなどとの間に音楽的な区別があるか否かは見解が分かれる場合もある。確かに、基本的なハーモニー構造（ブルー・ノート・スケール、スリー・コードなど）はデルタ・ブルースも、その他のブルースもほぼ同じである。しかし、シンプルな（アコースティック）ギター奏法や、リズムを強調したデルタ・ブルースに、他ブルースとの相違点を発見することもできる。
1920年代のミシシッピデルタ地域で、白人農場主は相変わらず黒人を奴隷同然に所有していた。デルタ・ブルース・シンガー自身が、準奴隷システムからの逃亡者である場合もあり、その経験がデルタ・ブルース独自の抵抗としての文化を形成していた。
逃亡・反乱を企てたり、集会を開いたり、その他主人にとって好ましくない行動をとった者は「パーチマン農場(Parchman Farm)」と呼ばれるミシシッピ州立刑務所に収監された。実際その刑務所に入った経験を歌ったアーティスト；Bukka White（「Parchman Farm Blues」）、レッドベリー（「Midnight Special」）もいる。音楽の歴史の中で、サブカルチャー的、カウンター・カルチャー的な位置付けになった音楽は、ブルースが最も初期の例である。

## デルタ・ブルースのブルース・マン
- ロバート・ジョンソン -　ミシシッピ州出身
- チャーリー・パットン
- サン・ハウス
- ブッカ・ホワイト
- スキップ・ジェームス
- エルモア・ジェームス
- マディ・ウォーターズ  -　後にシカゴ・ブルースへ移行した
- ビッグ・ビル・ブルーンジー

## カントリー・ブルースのブルース・マン
- ブラインド・ブレイク　-　フロリダ州出身
- ブラインド・レモン・ジェファーソン
- ブラインド・ウィリー・ジョンソン
- ブラインド・ウィリー・マクテル
- ブラインド・ボーイ・フラー
- トミー・ジョンソン
- リロイ・カー
- ロバート・ナイトホーク
- ロバート・ロックウッド・ジュニア
- ロバート・ウィルキンス